# Вахтинская
Вахтинская — деревня в Верхнетоемском муниципальном округе Архангельской области.

## География
Находится в восточной части Архангельской области на расстоянии приблизительно 115 км на северо-восток по прямой от административного центра округа села Верхняя Тойма на правобережье реки Выя.

## История
В 1859 году здесь (деревня Сольвычегодского уезда Вологодской губернии) было учтено 12 дворов. До 2021 года входила в состав Выйского сельского поселения до его упразднения.

## Население
Численность населения: 70 человек (1859 год), 15 (русские 100 %) в 2002 году, 6 в 2010.